# Ala delta motorizada

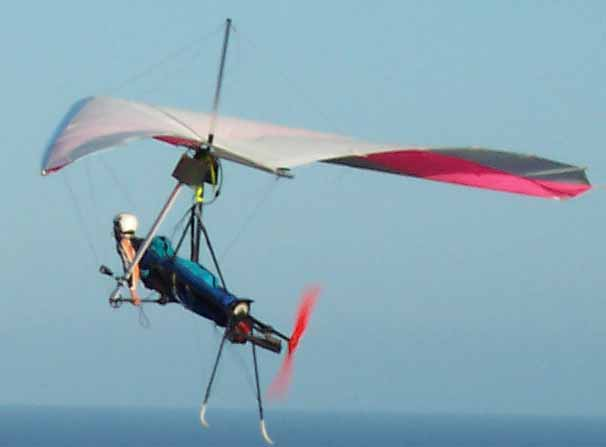
En la delta motorizada, con un despegue asegurado por las piernas del piloto

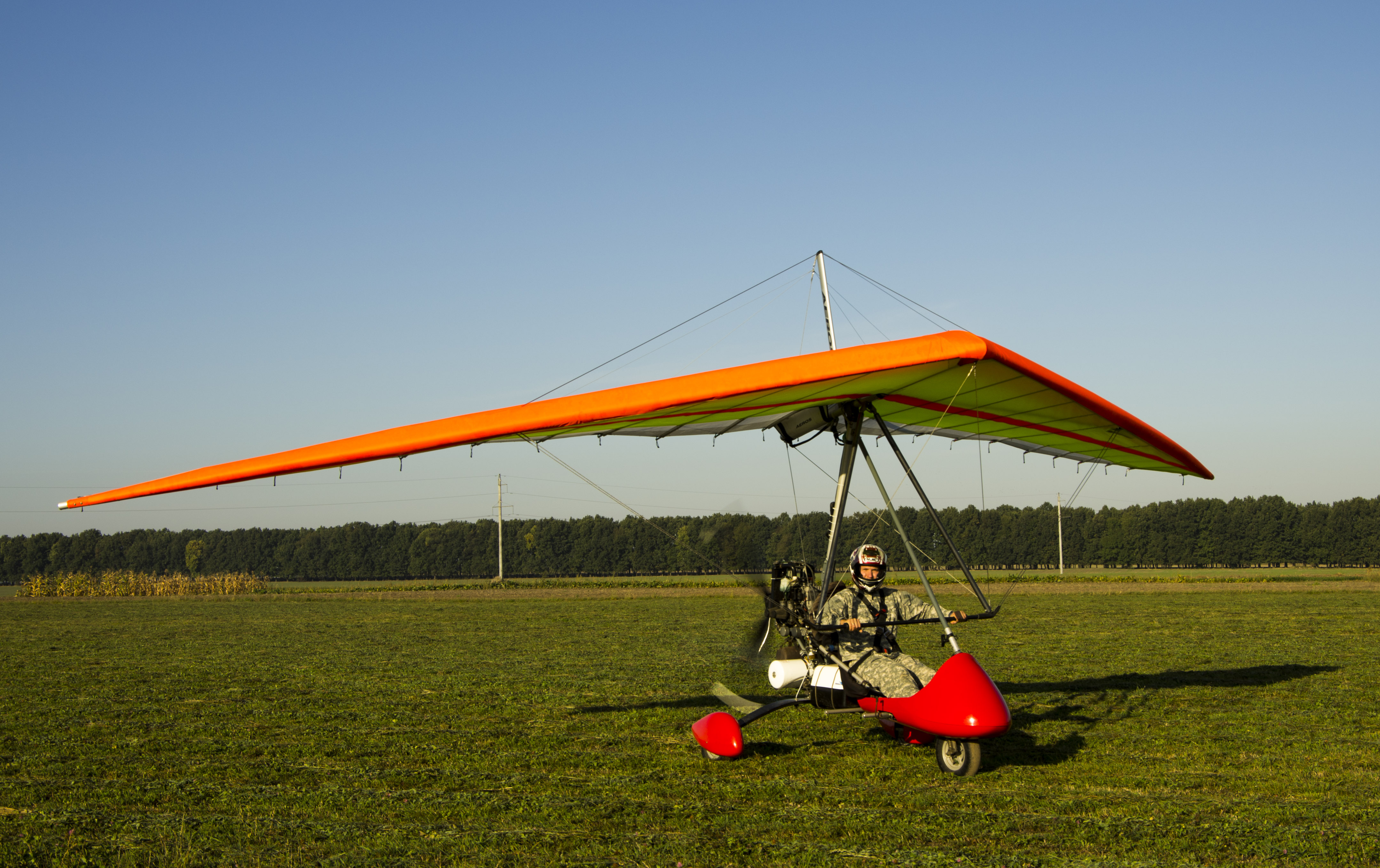
Ala delta motorizada con carro de 3 ruedas

Un ala delta motorizada ( FLPHG, en inglés: foot-launched powered hang glider ), es un arnés de ala delta al que se le ha ensamblado un motor y una hélice a menudo en configuración de empuje, aunque algunos pueden tener una configuración de tracción. Se utiliza un ala delta normal para el ala y el marco de control, y el piloto puede lanzarse a pie desde una colina o desde un terreno plano, necesitando una longitud de aproximadamente un campo de fútbol para salir al aire, o mucho menos si existe una brisa que de frente y sin obstáculos. 

## Historia
Si bien los ultraligeros motorizados se desarrollaron a partir del ala delta a finales de los años setenta, también fueron una vuelta al tipo de aviones de baja velocidad que eran habituales en los primeros años de la aviación, pero que fueron sustituidos en medida que tanto los aviones civiles como los militares perseguían más velocidad. Por segunda vez en la historia de la aviación, durante la década de 1970, la motorización de planeadores simples, especialmente los portátiles, se convirtió en el objetivo de muchos inventores y, poco a poco, se fueron adaptando pequeños paquetes de energía montados en las alas. Estos primeros experimentos no se registraron en gran medida, incluso en los libros de registro, y menos aún en la prensa, porque los pioneros eran incómodamente conscientes de que la adición de un motor hacía que la embarcación se obligaba al registro, en la legislación de aeronavegabilidad y en el piloto sujeto a costosos licencias y probablemente, seguros. . Inventores de Australia, Francia e Inglaterra produjeron varios planeadores de motor ultraligero con éxito a principios de los años setenta  y muy pocas eran alas portátiles.

## Uso
Las alas delta motorizadas se utilizan principalmente para vuelos cortos y paseos aéreos, para la fotografía aérea, y también en la agricultura para fumigar campos de cultivo. 